# 光明院 (宮城県丸森町)
光明院（こうみょういん）は、宮城県伊具郡丸森町にある本山修験宗の寺院。山号は松沢山。同宗派設立以前は天台寺門宗に属した。

## 歴史
光明院に伝わる文書には寺の開基が以下のように伝わっている「天長3年(826年)淳和天皇は天下泰平、国土安穏、万民救護、百穀豊穣、願望成就の御誓願によって、慈覚大師に勅を賜る。大師は聖旨を奉じて松沢山の聖地を卜して一宇の霊堂を建立し、不動明王と薬師如来の尊像を謹刻、奉安した。そして勅額を賜り「吉招寺」と号した。大師は詠歌を奉りて「なにほとの　願いありとも　一度は叶たまわむ　祈れ諸人」「煩ひなやむ人々の　身かわりとなりて　たすけたまわん」
その後、後醍醐天皇の延元年中、北畠顕家の帰依を承け、南朝の祈願所となる。さらには、天正17年、伊達政宗公の初陣の相馬合戦の際に当山に祈願して大勝利を得た公の一軍は、当山に於いて祝宴を催した。その際に詠まれた歌がある。
「駒とめて　しはしいこいの盃を　棒け祈らん　松沢の神」
天和3年に金津大先達東光院（本山派）より宥実法印が来山し中興の祖となる。それ以来、院号を東光院と称する。明治初年に仙台城下大先達良覚院を合併し、更に1947年には一明院の合併によって光明院と改称した。
かつては、天台・真言修験の兼帯道場として山内には五坊の塔頭寺院を有し、外には山王権現、弁財天の守護神を奉じて一山寺院の形態をとどめていた。しかし、二度の火災により堂塔は消失。なお不動堂（現愛敬院）もその一堂であった。
毎年4月29日には、火渡り神事が行われる。宮城県まつり百選に選ばれている。所属山伏神楽が奉納され、七十五善神供祈祷の後、採燈大護摩供に続ぎ火渡りが行われる。